# Рагби клуб Борац Бањалука
Рагби клуб Борац је рагби клуб из Бањалуке. Клуб своје утакмице игре на Градском стадиону у Бањој Луци и стадиону ФК Крајина у Бања Луци.

## Историја
Рагби клуб Борац Бањалука је основан 2019. године. 
Основали су га бивши играчи бањалучких Бијелих Зечева. 
Рагбисти Борца су одиграли своју прву утакмицу 29.06.2019. у Бањалуци против екипе Рагби клуба Јужна Регија из Тивта у склопу првог Трофеја Бањалуке у рагбију 13.
Резултат је био 34:18 за Борац.

## Играчи

### Састав тима у сезони 2020.
| Бр. |                     | Позиција | Играч            |
| --- | ------------------- | -------- | ---------------- |
| 8   | Босна и Херцеговина |          | Радош Вуковић    |
| 9   | Босна и Херцеговина |          | Лазар Каралић    |
| 1   | Србија              |          | Младен Бобар     |
| 15  | Босна и Херцеговина |          | Ранко Стевановић |
| 17  | Србија              |          | Лука Кајганић    |
| 6   | Босна и Херцеговина |          | Новица Николић   |
| 13  | Босна и Херцеговина |          | Јован Кајганић   |

| Бр. |                     | Позиција | Играч            |
| --- | ------------------- | -------- | ---------------- |
|     | Чиле                |          | Карлос Фелк      |
|     | Босна и Херцеговина |          | Стефан Марковић  |
|     | Босна и Херцеговина |          | Синиша Мијић     |
|     | Босна и Херцеговина |          | Александар Бајић |
|     | Босна и Херцеговина |          | Немања Ченић     |
|     | Босна и Херцеговина |          | Вук Јаношевић    |
|     | Босна и Херцеговина |          | Алекса Ајдер     |